# Botschaft Boliviens in Berlin

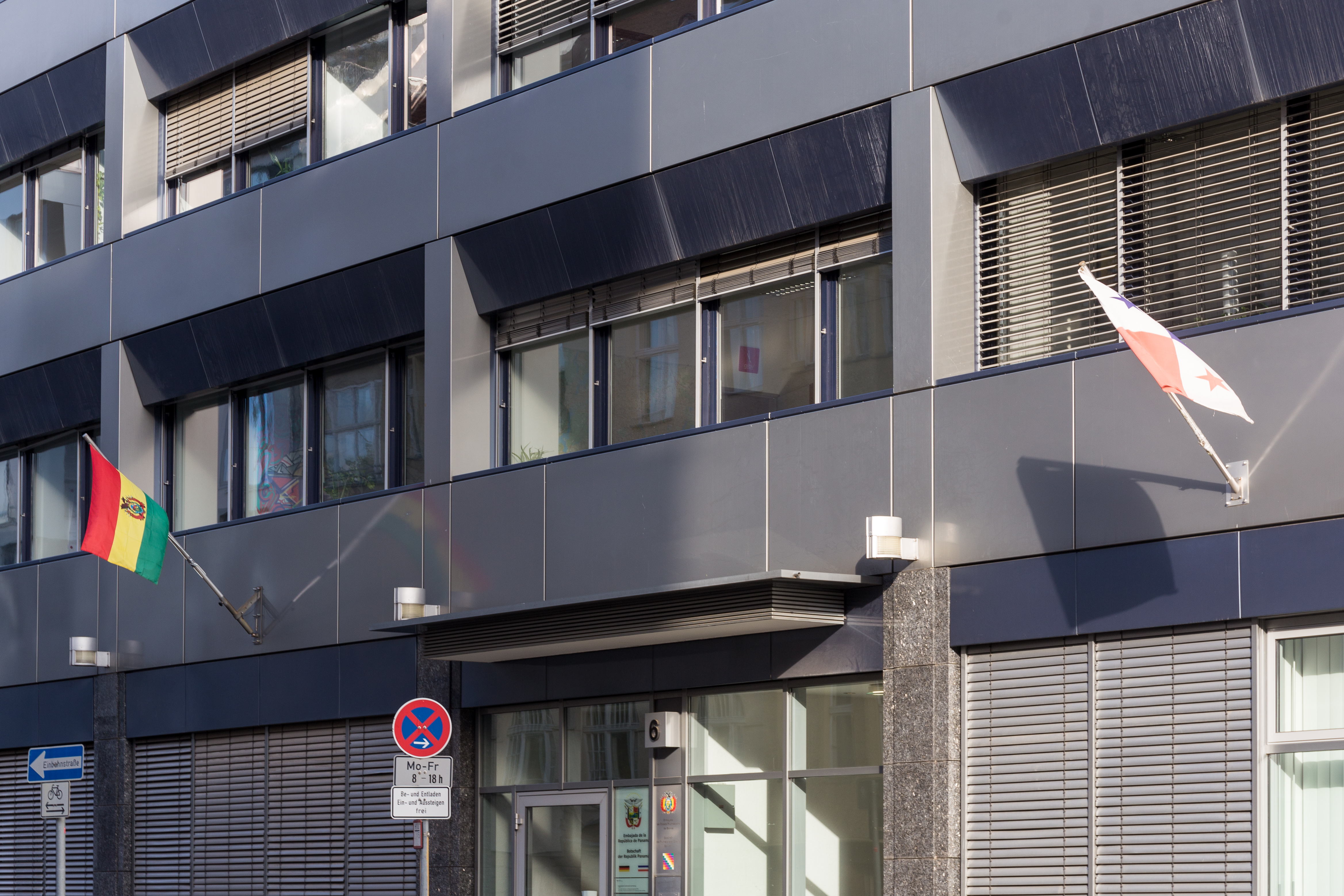
Botschaftsgebäude Wichmannstraße 6

Die Botschaft Boliviens in Berlin ist die diplomatische Vertretung des Plurinationalen Staates Bolivien in Deutschland. Sie befindet sich in der Wichmannstraße 6 im Ortsteil Tiergarten des Bezirks Mitte.
Botschafter ist seit dem 14. Oktober 2022 Wilfredo Ticona Cuba.
Bolivien unterhält Honorarkonsulate in Hamburg, Königstein und München.

## Geschichte der diplomatischen Beziehungen
Am 30. Dezember 1952 nahmen Bolivien und die Bundesrepublik Deutschland diplomatische Beziehungen auf. Die Botschaft befand sich in der Konstantinstraße 16 in Bonn-Bad Godesberg. Aufgrund des Umzugs von Bundestag und Regierung nach Berlin verlegte auch die Botschaft Boliviens im Dezember 1999 ihren Sitz in die neue deutsche Hauptstadt in die Wichmannstraße 6 in Berlin-Tiergarten.
Seit dem 18. September 1973 bestanden diplomatische Beziehungen zwischen Bolivien und der DDR. Sie endeten mit der deutschen Wiedervereinigung im Jahr 1990. Der Botschafter Boliviens in Moskau war in der DDR zweitakkreditiert.

## Botschafter (seit 2012)
- 2012, 11. Juli: Elizabeth Salguero Carrillo[7]

- 2016, 2. Juni: Jorge Cárdenas Robles[8]

- 2022, 24. Oktober: Wilfredo Ticona Cuba[9]

## Gebäude
Die Botschaft Boliviens befindet sich in einem sechsgeschossigen Bürohaus in der Wichmannstraße 6 in Berlin-Tiergarten. Im gleichen Gebäude hat auch die Botschaft Panamas ihren Sitz.